# 心理教育
心理教育（英語：Psychoeducation）是個以醫學實證為根據的療法，用以協助患者以及他的愛人了解疾病的資訊並提供支持，以便讓他們能更有效地面對一個疾病。
心理教育大多被用於面對一些較重大的疾病上，譬如說：失智症、思覺失調症、重性抑郁障碍、焦慮、思覺失調、进食障碍、 人格障礙及癌症等。